# Psevdodokumentarec
Psevdodokumentarec oziroma lažni dokumentarec je zvrst radijske, filmske ali televizijske predstave v obliki dokumentarca z lažnimi, nedokumentarnimi vložki ali tolmačenji. Odstopanje od realnosti je lahko umetniški prijem ali poskus prevare. Psevdodokumentarec je dramatične ali komične vsebine. Bolj pogosti so komični psevdodokumentarci.
Zgodnji predhodniki zvrsti so Buñuelov film »Dežela brez kruha« (1933) in znamenita radijska oddaja o napadu Marsovcev po romanu »Vojna svetov« Orsona Wellesa.

## Slovenija
Med slovenske psevdodokumentarne oddaje  lahko uvrstimo radijske intervjuje Saša Hribarja, ko je v nočnih programih lažno intervjuval neobstoječega gosta, bioenergetika, tako, da ga je glasovno oponašal. Prijem lažnega radijskega dokumentarca redno uporablja ekipa ustvarjalcev Hribarjeve oddaje »Radio Ga-Ga«.

## Slovenski lažni dokumentarni filmi
- Houston, imamo problem!